# The Dark Pictures Anthology: House of Ashes
The Dark Pictures Anthology: House of Ashes (с англ. — «Антология тёмных картинок: Дом пепла») — компьютерная игра в жанрах интерактивного фильма/драмы и survival horror, созданная британской студией Supermassive Games и выпущенная Bandai Namco Entertainment 22 октября 2021 года для платформ Windows, PlayStation 4, PlayStation 5, Xbox One и Xbox Series X/S. Сюжет игры вдохновлён историей Нарам-Суэна, месопотамского царя, проклятого богами. В его центре пять главных героев, оказавшихся в ловушке под подземным месопотамским храмом во время войны в Ираке 2003 года.
Это третья из восьми игр серии The Dark Pictures Anthology, её предшественницами были Man of Medan (2019) и Little Hope (2020). Все игры этой антологии относятся к жанру хоррор-игр, но уникальны сюжетно, и не пересекаются историями между собой. Следующая игра серии, The Devil in Me, в которой одну из главных ролей сыграла ирландская актриса Джесси Бакли, вышла 18 ноября 2022 года.

## Игровой процесс

В House of Ashes игроку приходится принимать решения, которые могут изменить сюжет и отношения между героями

Как и предшествующие игры антологии, House of Ashes представляет собой интерактивную драму. Игрок управляет пятью персонажами, оказавшимися в ловушке под подземным месопотамским храмом во время войны в Ираке 2003 года, где их преследуют разбуженные событиями войны монстры. Среди пяти персонажей — офицер ЦРУ Рейчел Кинг (Эшли Тисдейл), её муж, подполковник ВВС США Эрик Кинг, первый лейтенант морской пехоты США Джейсон Колчек (Пол Зинно), сержант морской пехоты США Ник Кей (Мо Жёди-Ламур) и лейтенант иракской армии Салим Осман (Ник Тарабей). На протяжении всей игры игрокам необходимо принимать различные решения, которые могут иметь долгосрочные последствия, поскольку они влияют на восприятие персонажами друг друга и на ход повествования. Все пять персонажей могут выжить или умереть в зависимости от принятых игроками решений, в результате чего игра имеет несколько концовок.
В игровой процесс House of Ashes было внесены изменения, отличающие игру от предыдущих в антологии. Камера в игре больше не зафиксирована и заменена 360-градусной камерой, управляемой игроком. Каждый управляемый персонаж также оснащён тактическим фонарём на определённых видах огнестрельного оружия, который можно использовать для освещения тёмных участков и открытия новых путей. В игре представлены различные уровни сложности для QTE-действий и четыре игровых режима. В дополнение к основному «театральному» режиму игроки, оформившие предварительный заказ на игру, также получают доступ к «Curator’s cut», который позволяет пройти сюжет за другого персонажа. Многопользовательские режимы из предыдущих игр — «Общая история» и «Ночь кино», также были добавлены и в House of Ashes.

## Сюжет
2231 год до н. э. Царь Аккада Нарам-Суэн ведёт войну с народом гутиев, одновременно борясь с голодом и чумой. Впав в безумие и укрывшись в своём храме, он казнит пленников в качестве кровавых жертв. Когда враги нападают на храм, происходит солнечное затмение, и неизвестные существа начинают истреблять обе армии. Выжившие аккадский генерал Балату и гутианский солдат Курум убегают в катакомбы храма, но существа их быстро находят, и предположительно, убивают.
2003 год. Подполковник ВВС США Эрик Кинг прибывает в Ирак в разгар войны. Он инструктирует команду морской пехоты во главе со старшим лейтенантом Джейсоном Колчеком и сержантом Ником Кейем об их новой миссии. Согласно данным системы «Целус», созданной Эриком, в хранилище под одной из деревень может храниться оружие массового поражения Саддама Хусейна. В команду также входит бывшая жена подполковника, офицер ЦРУ Рэйчел Кинг.
Тем временем, солдат иракской республиканской гвардии лейтенант Салим Осман ищет своего сына, у которого сегодня день рождения. Однако его вызывает командир и заставляет принять участие в перехвате команды Эрика. Отряд Салима устраивает засаду на американцев вскоре после того, как они приземляются, но в результате боевых действий происходит обрушение, из-за чего люди падают в расположенный под землёй древний аккадский храм.
Внутри храма на военных нападают похожие на летучих мышей существа, которых они называют вампирами. Американцы также находят останки британской археологической экспедиции под руководством Рэндольфа Ходжсона, которая обнаружила храм ещё в 1946 году, но была перебита вампирами.
Несколько раз подвергнувшись нападению существ, американские и иракские военные объединяются и скрываются в руинах. По ходу продвижения обнаруживается, что тела убитых людей также могут быть воскрешены в виде вампиров. Следуя по пути Ходжсона, команда находит останки огромного космического корабля пришельцев и узнает, что вампиры изначально были космической инопланетной расой из созвездия Кита, пораженной паразитарной инфекцией. После падения на Землю, инфицированные инопланетяне мутировали в диких монстров. Запертые под землей и уязвимые для солнечного света, монстры тысячи лет находились в состоянии спячки, лишь изредка отваживаясь выбраться на поверхность для поиска пропитания и создания недоброй славы в округе.
Затем команда находит камеру, в которой находятся тысячи спящих вампиров. После разрушения камеры взрывчаткой и возврата в деревню с целью дождаться прибытия спасательной команды происходит ещё одно солнечное затмение, и вампиры атакуют выживших. От действий игрока зависят судьбы пяти главных героев. После случившегося, американское правительство захватывает руины и начинает изучать вампиров, опрашивая выживших членов команды и планируя скрыть весь инцидент.

## Разработка
House of Ashes — третья из четырёх игр первого сезона серии The Dark Pictures Anthology. На основе отзывов игроков по прошлым играм этой серии, Supermassive Games внесли различные изменения в игровой процесс, например, переработав систему игровой камеры и добавив в игру уровни сложности QTE. Игра также стала сюжетно менее линейной по сравнению с Little Hope. Сюжет новой части вдохновлён историей Нарам-Суэна, месопотамского царя, проклятого богами. Руководитель разработки игры Уилл Дойл описал House of Ashes как игру в жанре «исследовательского хоррора», в которой «группа обученных в своём деле военных, находясь в опасном месте без прикрытия, сталкивается с чем-то ужасным». Важными источниками вдохновения для команды разработчиков были фильмы «Чужой», «Хищник», «Спуск», а также повесть Лавкрафта «Хребты безумия».
Хотя действие игры происходит во время войны в Ираке, Дойл утверждает, что игра не о войне и политике, и команда разработчиков выбрала это место только из-за его сюжетного потенциала. Во время работы над игрой разработчики консультировались с арабскими и военными специалистами, чтобы убедиться, что они реалистично изображают эту местность и её детали. По их словам, использование войны в качестве игрового сеттинга помогло создать интересную динамику и напряжение между пятью центральными персонажами. Supermassive обратились к Эшли Тисдейл с предложением сыграть главную роль на ранних этапах разработки игры. По словам Тисдейл, она согласилась озвучивать героиню игры и стать основой для создания её внешности, поскольку чувствовала, что участие в этом проекте, позволит ей выйти из привычной зоны комфорта.
Игра была впервые продемонстрирована в качестве скрытого трейлера в Little Hope. Издатель Bandai Namco Entertainment официально представил игру 27 мая 2021 года. Она была выпущена 22 октября 2021 года для Windows, PlayStation 4, PlayStation 5, Xbox One и Xbox Series X/S.

## Продолжение
Следующая игра серии получила название The Dark Pictures Anthology: The Devil in Me и вышла 18 ноября 2022 года. В проекте задействована ирландская актриса Джесси Бакли. Как и все игры серии, она получила отдельный, лишь косвенно пересекающийся с другими, сюжет. Эта игра также стала финалом «первого сезона» антологии.

## Приём
| Сводный рейтинг       | Сводный рейтинг                                     |
| Агрегатор             | Оценка                                              |
| --------------------- | --------------------------------------------------- |
| Metacritic            | (PC) 71/100 (PS4) 75/100 (PS5) 73/100 (XSXS) 68/100 |
| OpenCritic            | 73/100                                              |
| «Критиканство»        | 64/100                                              |
| Иноязычные издания    |                                                     |
| Издание               | Оценка                                              |
| Destructoid           | 6/10                                                |
| Game Informer         | 7,5/10                                              |
| GameSpot              | 8/10                                                |
| GamesRadar+           | 3/5                                                 |
| Hardcore Gamer        | 3,5/5                                               |
| IGN                   | 8/10                                                |
| PC Gamer (US)         | 80/100                                              |
| Shacknews             | 8/10                                                |
| VG247                 | [ 28 ]                                              |
| VideoGamer            | 4/10                                                |
| Русскоязычные издания |                                                     |
| Издание               | Оценка                                              |
| Riot Pixels           | 72/100                                              |
| StopGame.ru           | Похвально                                           |
| «Игромания»           | [ 32 ]                                              |
| «Канобу»              | 8/10                                                |
| «НИМ»                 | 7,8/10                                              |

На агрегаторе рецензий Metacritic House of Ashes получила «смешанные или средние» отзывы, за исключением версии для PS4, которая получила «в целом положительные отзывы».